# Glenn Healy
Glenn Healy, född 23 augusti 1962, är en kanadensisk före detta professionell ishockeymålvakt som tillbringade 15 säsonger i den nordamerikanska ishockeyligan National Hockey League (NHL), där han spelade för ishockeyorganisationerna Los Angeles Kings, New York Islanders, New York Rangers och Toronto Maple Leafs. Han släppte in i genomsnitt 3,37 mål per match och hade en räddningsprocent på .887 samt 13 SO (inte släppt in ett mål under en match) på 437 grundspelsmatcher.
Han blev aldrig draftad av något lag.
Efter sin spelarkarriär så är han anställd som bland annat sportkommentator, analytiker och expert i kanadensiska NHL–sändningar för TV-bolagen TSN och CBC.